# マルクス・エンゲルス
『マルクス・エンゲルス』（Le jeune Karl Marx）は、2017年に公開されたドイツ・フランス・ベルギー合作の歴史映画・伝記映画。ドイツの思想家カール・マルクスとフリードリヒ・エンゲルスの若年期を描いている。監督はラウル・ペックが務め、脚本は彼と共にパスカル・ボニゼールが執筆し、アウグスト・ディールが主演を務めている。2017年2月9日から19日にかけて開催された第67回ベルリン国際映画祭で上映された。

## あらすじ
1840年代のヨーロッパでは、産業革命により資本家の元、労働者たちは過酷な生活を強いられていた。1843年4月のケルンで、20代半ばだったカール・マルクスはドイツの小さな新聞社で記者として、鋭い政治批判を繰り返していたが、やがてプロイセン政府に追放される。一方、イギリスのマンチェスターでは、父親が紡績工場を所有する裕福な20代の男フリードリヒ・エンゲルスは、父の工場を首になったアイルランド系の女工・メアリー・バーンズと一緒に辞めたメアリーの妹のリディア・バーンズの後を追ってアイリッシュパブに行き、酔っ払いの労働者に殴られたのをきっかけに彼女と親しくなる。エンゲルスは、父親が経営する工場だけではなく他の工場においても、労働者たちは子供たちも含め、搾取され、過小評価されていると感じていて、本を書きたいと思っていたのだ。
1844年7月のパリでは、マルクスは貧乏だったが、妻のイェニー・フォン・ヴェストファーレンとは良好な関係を築き、幸せであった。ある時、共和派の集会で、ピエール・ジョゼフ・プルードンの演説を聞き、無政府主義者のミハイル・バクーニンなどと知合う。フランスの秘密結社でヴィルヘルム・ヴァイトリングが労働者の暴動を報告する中、エンゲルスがアーノルド・ルーゲ訪ねてきて、そこで偶然、マルクスと出会う。二人は再会ではあったがエンゲルスの経済論に着目したマルクスは意気投合し、そのまま朝まで飲み明かし、エンゲルスはマルクスの家で目覚める。妻のイェニーからは夫のマルクスは病弱で酒に強くないので気をつけてほしいと忠告される。マルクスとヴェストファーレンとエンゲルスは、労働者の為の集会を各地で開き、社会の変革を訴える。しかし政府に批判的な記事を書いたマルクスは今度はフランスを追放される。マルクスとの付き合いを父に窘められるエンゲルスは、メアリーや妹のリディアと再会、メアリーから正義者同盟の話を聞く。
1845年ブリュッセルで、マルクスは仕事に応募するがなかなか採用してもらえず、そんな中、2番目の娘が産まれる。文通を続けていたエンゲルスはマルクスの窮状を知って金銭的な援助をし、マルクスにロンドンの正義者同盟への参加を呼び掛ける。1846年2月のロンドンで、メアリーから紹介されてエンゲルスとマルクスは、正義者同盟の面接を受ける。面接には途中で、ヴァイトリングも参加する。マルクスは、プルードンと親しことを口に出して、利用価値を示す。1846年3月30日のブリュッセルで、エンゲルスは、パーヴェル・アンネンコフやフランスから様子を見に来ているカール・グリューンと共に、綱領をまとめようとした時に、マルクスはわざとヴァイトリングに批判的な態度を取り、決裂する。その結果、二人は叱責されるが、プルードンと接触したい正義者同盟は、エンゲルスとマルクスを正式に正義者同盟に加入すること決め、プルードンの元へ勧誘に行かせる。マルクスとエンゲルスは、グリューンが嫌がるなかプルードンに正義者同盟への参加を要請するが、志に同意をしつつも仕事の多忙を理由に参加は断られる。その時に、プルードンから新作の『経済的諸矛盾の体系、あるいは貧困の哲学』を渡され、マルクスはその反論として、著作「哲学の貧困」を執筆する。
1847年11月のロンドンのレッド・ライオンズ・ホテルでの、正義者同盟の総会にて、エンゲルスは招待である為、発言権はないとするのを、その場の投票で代表に選ばれ、エンゲルスはより過激な思想を提唱し、同盟を共産主義者同盟に改名して、共産主義を誕生させる。反対派は「クーデターだ」とその場を去る。
1848年1月のオーステンデの海岸で、子供について話すイェニーとメアリー。共産党の綱領について話すマルクスとエンゲルスは、マルクスが本を書きたいと言い、やがて二人は永遠の名著『共産党宣言』を完成させるのである。

## キャスト
- カール・マルクス - アウグスト・ディール
- フリードリヒ・エンゲルス - シュテファン・コナルスケ（英語版）
- イェニー・フォン・ヴェストファーレン - ヴィッキー・クリープス
- ピエール・ジョゼフ・プルードン - オリヴィエ・グルメ
- メアリー・バーンズ - ハンナ・スティール（英語版）
- ヴィルヘルム・ヴァイトリング - アレクサンダー・シェアー
- アーノルド・ルーゲ - ハンス＝ウーベ・バウアー（英語版）
- ヨーゼフ・モル - ミヒャエル・ブランドナー
- ミハイル・バクーニン - イバン・フラネク
- カール・グリューン - ニールス・ブルーノ・シュミット（ドイツ語版）
- モーゼス・ヘス - ロルフ・カニース
- ヘレン・デミッシュ（英語版） - マリーネ・マインツェンバッハ（ドイツ語版）
- パーヴェル・アンネンコフ - ダミアン・マーシャル
- リディア・バーンズ - アナベル・ルイストン

## 評価
Rotten Tomatoesには44件の批評が寄せられ支持率57%、平均評価6/10となっており、「『マルクス・エンゲルス』は哲学的な映画を作るための勇敢な試みを行ったが、その複雑なテーマに取り組むための十分な深みが足りていない」と批評されている。Metacriticでは13件の批評に基き63/100の評価が与えられ、「一般的に好意的な評価」となっている。
ガーディアンのピーター・ブラッドショーは4/5の星を与え、「それは上手くいかないはずだが、演技の知性と気迫、ライティングとディレクティングの結集により上手くいった」と批評している。Inside Higher Edのスコット・マクレミーは映画を「革命的な若者の驚くほど正確な肖像」と表現し、歴史的に忠実な点に注目した。New Statesmanのスザンヌ・ムーアは、「生き生きとして勇敢、そして非常に面白い」と批評している。ニューヨーク・タイムズのA・O・スコットは、映画が「知的な厳粛さと魅力的な自由な精神の両方」を持っていると批評している。